# Faruk Şen
Faruk Şen (* 21. April 1948 in Ankara; † 25. Januar 2025 in Istanbul) war ein türkisch-deutscher Hochschullehrer. Er war in den Jahren 1985 bis 2008 Leiter des  Zentrums für Türkeistudien.

## Leben
Şen studierte ab 1971 Betriebswirtschaftslehre an der Westfälischen Wilhelms-Universität in Münster. Nach der Promotion 1979 wurde er im Jahr 1981 Leiter der „Maßnahmen zur Berufsvorbereitung und sozialen Eingliederung junger Ausländer (MBSE)“ bei der Volkshochschule in Duisburg und ab 1983 Geschäftsführer des Modellversuchs „Lehrerfortbildung im Bereich Übergang Schule/Beruf“. Im Jahr 1985 erfolgte die Gründung des Zentrums für Türkeistudien und Integrationsforschung (ZfT), dessen Direktor er wurde. 1990 ernannte man ihn zum Professor an der damaligen Universität-Gesamthochschule Essen. Am 3. Juli 2008 wurde Şen als Direktor des ZfT suspendiert. Nach Kritik an seiner Person, nachdem er die Lage der türkischen Migranten in Deutschland mit der Judenverfolgung in der Nazi-Zeit verglichen hatte, gab Şen im Juli 2008 im gegenseitigen Einvernehmen mit dem Bundesland Nordrhein-Westfalen seine Stelle zum Jahresende 2008 offiziell auf.
Şen war verheiratet mit der Psychiaterin İnci Şen und war Mitglied der SPD.

## Kontroverse um Armenier-Genozid
Am 9. März 2006 vertrat Şen in einem Radio-Interview, wenige Tage vor einer Demonstration türkischer Nationalisten gegen die Armenier-Resolution des Deutschen Bundestages, die Meinung, dass der Völkermord an den Armeniern 1915 kein Völkermord gewesen sei. Şen wörtlich: „Das heißt der Begriff, den wir für Deutschland verwenden, stimmt für das Osmanische Reich nicht. Deswegen würde ich sagen, Völkermord nach dieser Definition stimmt nicht.“ Daraufhin wurde er von der innenpolitischen Sprecherin der Grünen im nordrhein-westfälischen Landtag, Monika Düker sowie den Historikern Wolfgang Benz und Medardus Brehl in scharfer Form kritisiert, wonach Şens kategorische Ablehnung des Begriffs „Völkermord“ in Bezug auf den Völkermord an den Armeniern in keiner Weise die aktuelle Debatte wiedergebe (Düker), die von Şen getätigte Äußerung unwissenschaftlich und bloße Agitation und Propaganda sei (Benz) und der Völkermord an den Armeniern sich im Gegensatz zu Şens Darstellung historisch als auch juristisch nachweisen lasse (Brehl). Şen hat zu der Kritik öffentlich nie Stellung genommen.

## Auszeichnungen
- Deutsch-Türkischer Freundschaftspreis München 2005
- Verdienstorden des Landes Nordrhein-Westfalen 1997
- Bundesverdienstkreuz am Bande 2003[12]